# Risoba vialis
Risoba vialis är en fjärilsart som beskrevs av Moore 1881. Risoba vialis ingår i släktet Risoba och familjen trågspinnare. Inga underarter finns listade.